# La Noria (Tumbes)
La Noria es una localidad peruana ubicada en el distrito de La Noria de Punta Sal, perteneciente a la provincia de Contralmirante Villar del departamento de Tumbes, al norte del Perú. 

## Ubicación
La Noria se ubica al suroeste de la provincia de Contralmirante Villar, en el distrito de La Noria de Punta Sal, en el departamento de Tumbes.

## Demografía
En 2017 La Noria tenía una población de 18 habitantes.